# Euphorbia characias
Euphorbia characias L., el euforbio mediterráneo, es una planta incluida en el género Euphorbia (familia Euphorbiaceae). Se trata de una especie herbácea, siempre verde, bienal, que puede alcanzar un metro de altura.

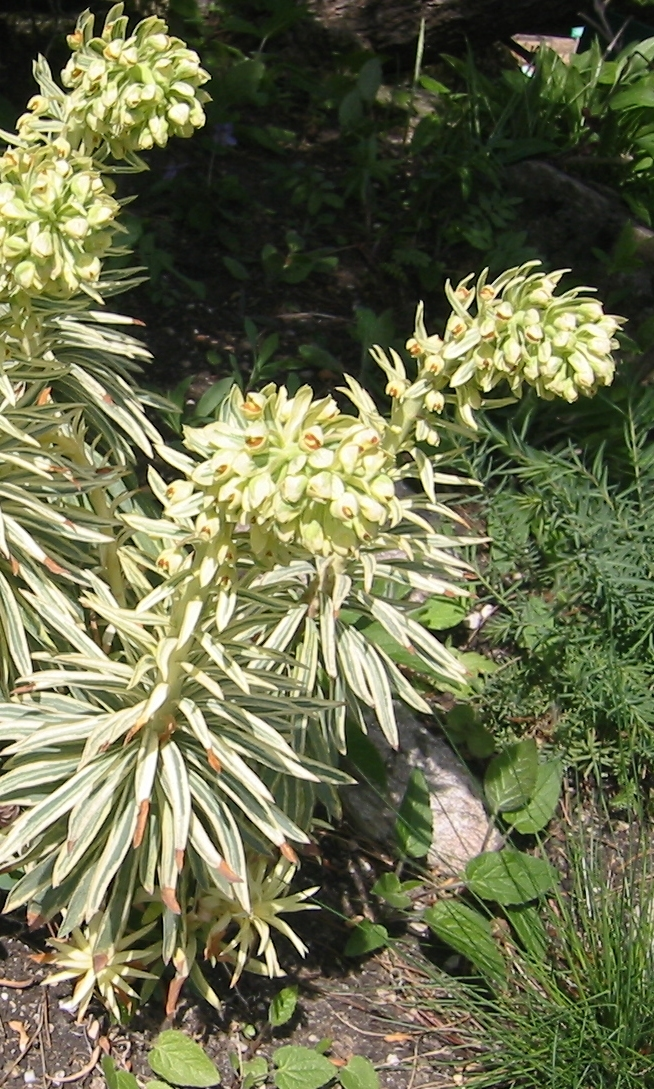
Vista de la planta

## Características
La Euphorbia characias tiene un olor poco agradable; es un arbusto que no sobrepasa el metro de altura y cuyos tallos son de color púrpura verdoso, blandos y leñosos en sus bases; están cubiertos de una serie de vellosidades blancas y aspecto lanzo. Los tallos, al ser partidos, exudan savia que es un látex (líquido blanquecino).

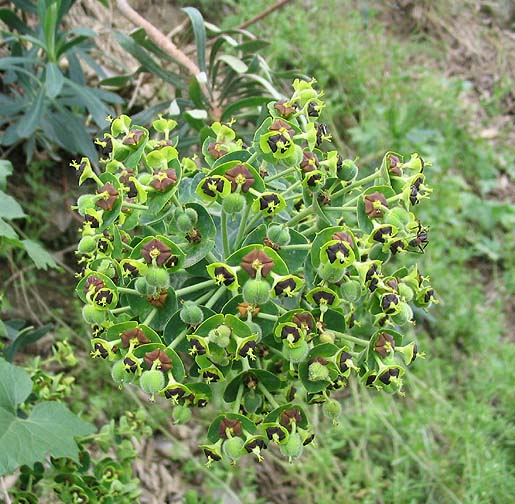
Euphorbia characias planta con inflorescencias.

Las hojas de esta planta son de un color verde azulado, lineales, con un largo aproximado de 10,2 cm a 15,2 cm y están dispuestas en espiral a lo largo de los tallos. Las hojas se sitúan de manera densa cerca de los extremos de los tallos, pero son más escasas cerca de sus bases. 
Los miembros de esta especie de arbusto poseen flores pequeñas, casi insignificantes, que no tienen pétalos y se sitúan en racimos compactos rodeados de brácteas amarillo verdosas. Estos racimos redondeados resaltan sobre el resto del follaje desde el principio de la primavera al principio del verano. Cada bráctea individual tiene una glándula de un color marrón púrpura (nectario) "ciatos" (una especie de copas que contienen néctar) para atraer insectos polinizadores. Las glándulas de la inflorescencia tienen un color marrón muy oscuro, casi negro. El resto de las Euphorbias grandes tienen las glándulas de color gris verdoso. El fruto es una cápsula pelosa que contiene 3 semillas.

## Floración
Florece de abril a junio.

## Biodiversidad
Es un arbusto de tallos blandos, se desarrolla abundantemente en barrancos, caminos y escombreras a media sombra o a pleno sol por todo el Mediterráneo. Se llega a desarrollar hasta la cima de las montañas.

## Usos
Al igual que otras euphorbias, el látex que posee la Euphorbia characias (jugos lechoso) es muy irritante y cáustico. Evitar el contacto con la piel y los ojos. Su savia tóxica blanca y pegajosa  se ha utilizado para tratar excrecencias cutáneas, como cánceres, tumores y verrugas, desde la antigüedad.
Por otro lado, se utilizan en jardinería como especie resistente de pocos riegos.
En Oriente medio se lleva la rama de esta planta a una casa para purificarla después de un nacimiento. Se considera protectora, tanto en interiores, como en exteriores.

## Taxonomía
Euphorbia characias fue descrita por Carlos Linneo y publicado en Species Plantarum 463. 1753.
Etimología
Euphorbia: nombre genérico que deriva del médico griego del rey Juba II de Mauritania (52 a 50 a. C. - 23), Euphorbus, en su honor – o en alusión a su gran vientre –  ya que usaba médicamente Euphorbia resinifera. En 1753 Carlos Linneo asignó el nombre a todo el género.
Characias: epíteto que significa "en forma de empalizada".
Sinonimia
- Esula characias (L.) Haw.
- Tithymalus characias (L.) Hill
- Euphorbia characias f. marítima P.Monts.
- Euphorbia characias L. subsp. characias L.
- Euphorbia characias var. eriocarpa (Bertol.) Losa
- Euphorbia cuatrecasasii Pau
- Euphorbia eriocarpa Bertol.
- Tithymalus purpureus Lam.[5][6]

## Nombrevernáculo
Español: Castellano: caracias, euforbia, euphorbia encarnada, euforbia macho, hierba topera, lecheinterna, lechera, lechería, lecheterna, lechetrezna, lechetrezna basta, lechetrezna borde legítima, lechetrezna encarnada, lechetrezna macho, lechetrezna mayor, llullos, lulos, palmeretas, piñoncillo, píldoras zorreras, tártago mayor, titimalo-caracias, trovisco macho, tártago, tártago de Valencia, tártago mayor.
http://www.consultaplantas.com/index.php/plantas-por-nombre/plantas-de-la-d-a-la-l/338-cuidados-de-la-planta-euphorbia-characias-o-tartago-mayor